# Helicia

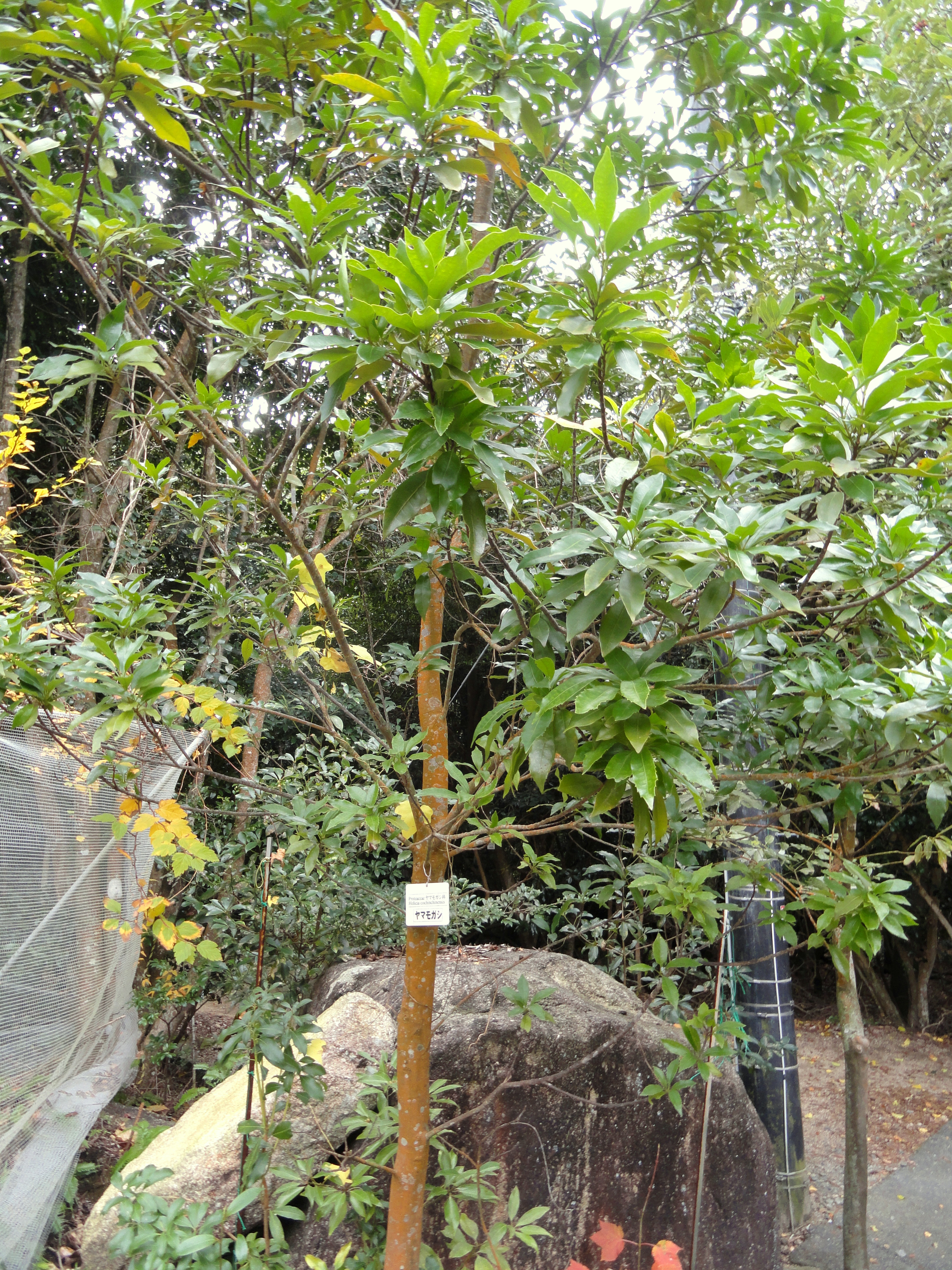
Helicia cochinchinensis w Miyajima Natural Botanical Garden w Hiroszimie

Helicia Lour. – rodzaj roślin z rodziny srebrnikowatych (Proteaceae). Obejmuje co najmniej 27 gatunków występujących naturalnie w Azji, Melanezji i Australii.

## Systematyka
Pozycja i podział rodziny według Angiosperm Phylogeny Website (aktualizowany system APG III z 2009)
Rodzaj z rodziny srebrnikowatych stanowiącej grupę siostrzaną dla platanowatych, wraz z którymi wchodzą w skład rzędu srebrnikowców, stanowiącego jedną ze starszych linii rozwojowych dwuliściennych właściwych. W obrębie rodziny rodzaj stanowi klad bazalny w plemieniu Roupalinae L.A.S. Johnson & B.G. Briggs, 1975. Plemię to klasyfikowane jest do podrodziny Grevilleoideae Engl., 1892.
Wykaz gatunków
| - Helicia attenuata (Jack) Blume - Helicia cauliflora Merr. - Helicia clivicola W.W. Sm. - Helicia cochinchinensis Lour. - Helicia dongxingensis H.S. Kiu - Helicia excelsa (Roxb.) Blume - Helicia formosana Hemsl. - Helicia fuscotomentosa Suess. - Helicia grandis Hemsl. - Helicia hainanensis Hayata - Helicia kwangtungensis W.T. Wang - Helicia longipetiolata Merr. & Chun - Helicia maxwelliana Gibbs - Helicia moluccana (R. Br.) Blume | - Helicia nilagirica Bedd. - Helicia obovatifolia Merr. & Chun - Helicia petiolaris Benn. - Helicia pterygota Sleumer - Helicia pyrrhobotrya Kurz - Helicia rengetiensis Masam. - Helicia reticulata W.T. Wang - Helicia robusta (Roxb.) R.Br. ex Blume - Helicia shweliensis W.W. Sm. - Helicia silvicola W.W. Sm. - Helicia tibetensis H.X. Qiu - Helicia tsaii W.T. Wang - Helicia vestita W.W. Sm. |